# ملخ دریایی
ملخ دریایی یا ملخ بیابانی (نام علمی: Schistocerca gregaria) نام یک گونه از سرده ملخ‌های پرنده‌ای است.
ملخ دریایی که مضرترین انواع ملخهاست اصولاً بومی ایران نبوده و در کشورهای دیگر به نام ملخ بیابانی نامیده می‌شود و چون معمولاً از روی خلیج فارس پرواز نموده و خود را به ایران می‌رساند بدین جهت در ایران به آن ملخ دریایی می‌گویند. ملخ دریایی را انسان از قرنها قبل از میلاد مسیح می‌شناخته و در کتیبه‌های بسیار قدیمی نیز به آن اشاره شده‌است. در ایران خسارت حاصله از هجوم این ملخ از دیر زمان مورد توجه بوده و آفت مزبور قحطی‌ها و ویرانی‌هایی به بار آورده‌است.
ملخ دریایی که هرچند سال یکبار از کانون‌های دائمی خود که شامل آفریقا، عربستان سعودی ، هندوستان و پاکستان است به مناطق جنوبی ایران حمله نموده و دامنه انتشار آن در بعضی از سال‌ها تا مناطق شمالی دریای خزر کشیده می‌شود. از نظر اقتصادی،خسارت ملخ دریایی فوق‌العاده حائز اهمیت است. دستجات پیاده ملخ و بابدار آن هرچه سرسبزی در سر راه خود ببیند اعم از علوفه، غلات، صیفی جات، انواع درختان و رستنی‌های جنگلی را از بین برده و حتی علقهای هرز از دست این آفت در امان نیستند. حمله ملخ دریایی، علاوه بر خسارت مستقیم، روی دامداری شدیداً تأثیر می‌گذارد و میزان گوشت و شیر دامها بر اثر حمله آن به مراتع تقلیل می‌یابد. خسارت این آفت در ایران به‌طور دقیق برآورد نشده‌است. در حمله این ملخ در سال ۱۳۴۰، سطح مبارزه علیه این ملخ ۰۰۰/۲۵۰۰ هکتار بوده‌است.
ملخ دریایی به دو شکل بیولوژیکی مختلف وجود دارد، که نه تنها رفتار آن‌ها بلکه شکل و رنگشان نیز در این دو مرحله فرق دارد، اختلافات مزبور سابقاً موجب شده بود که آن‌ها را دو گونه مختلف بدانند، ولی در سال ۱۹۲۱ میلادی اواروف (Uvarov) ملخ‌شناس روسی با تئوری فاز، ثابت نمود که دو گونه مذکور، فقط یک گونه می‌باشد و بعدها نیز ثابت گردید که ملخهای مهاجر همان ملخهای بومی بی‌ضرری هستند که در شرایط خاصی رفتار آن‌ها تغییر یافته با عنایت به این مطلب، ملخ دریایی دارای دو فاز انفرادی (Solitary) و گله‌ای یا مهاجری (Migratory) است که اسم علمی آن در فاز انفرادی Schistocerca gregaria. Flaventris و در فاز مهاجری Schistocerca gregaria ph. Gregaria F می‌باشد؛ و در آخرین بار هم ملخ‌های دریایی در سال ۱۳۹۸ هجری شمسی به ایران حمله کردند.

## کالبدشناسی
طول بدن حشره بالغ ملخ دریایی در مرحله مهاجری از سر تا انتهای شکم ۵۸–۷۲ میلی‌متر و از سر تا انتهای بالها ۶۲–۷۸ میلی‌متر می‌باشد. طول شاخها نیز به ۱۵ میلی‌متر می‌رسد ملخ نر در هر حال کوچکتر از ملخ ماده است. پشت پیش‌گرده (پرونوتوم) یا سینه اول دارای دو قسمت می‌باشد، قسمت جلویی باریکتر و دارای سه شیار عرضی است که بفواصل تقریباً مساوی از یکدیگر قرار گرفته اساو یک خط طولی سه شیار مزبور را در وسط قطع می‌کند. این خط در حالت مهاجری برجسته نیست و بزحمت دیده می‌شود. ملخهایی که در پاییز وارد ایران می‌شوند، دارای رنگ قرمز مایل به قهوه‌ای هستند و پس از دو تا سه ماه پرواز، موقعی که نزدیک به بلوغ جنسی می‌شوند، بتدریج لکه‌های زرد روی بدنشان ظاهر می‌گردد و در موقع تخمریزی زرد می‌شوند. این تغییر رنگ در ملخهای نر کامل تر و واضح تر از ملخهای ماده صورت می‌گیرد. در نسل‌های بهاره و تابستانه در ایران ملخ‌های بالدار پشت گلی روشن هستند و بعد در اثر پرواز و بلوغ جنسی زرد لیمویی می‌شوند. بالهای رویی نسبتاً شفاف و دارای تعداد زیادی لکه‌های تیره می‌باشد. ساق پاهای عقب زرد رنگ و دارای خارهایی است که در انتهای آن سیاه می‌باشد. روی سطح زیری سینه اول بین قاعده دو پای جلویی یک برآمدگی کوچک به خوبی نمایان است.
کپسول تخم ملخ دریایی که در خاک قرار دارد، تقریباً راست یا اندکی خمیده و از دو قسمت تشکیل یافته‌است. قسمت پایین محتوی تخم و قسمت بالای آن از ماده کف مانند به ارتفاع ۳۰–۴۰ میلی‌متر و قطر ۷ میلی‌متر پر شده‌است.